# Bianca (odrůda révy vinné)

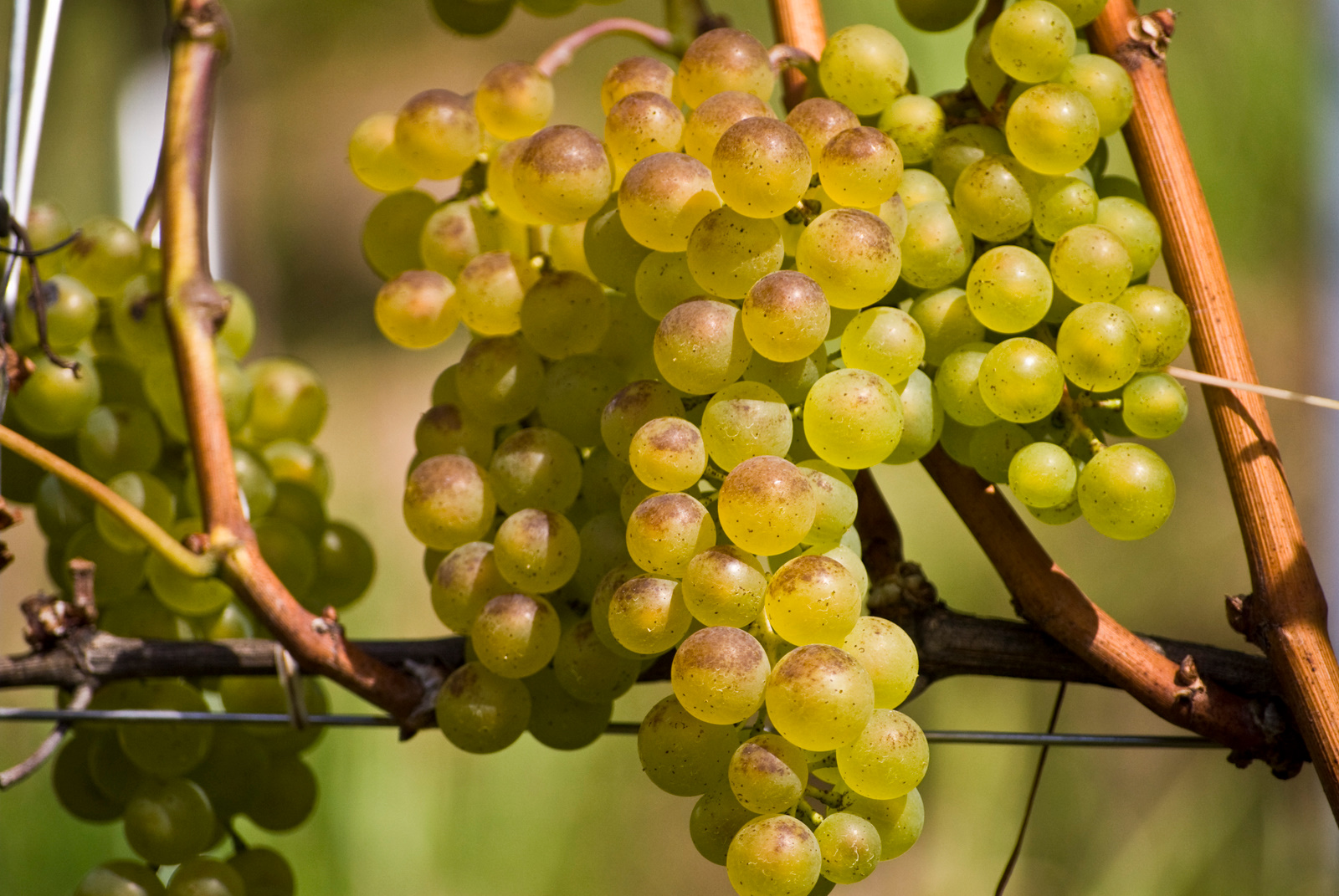
Hrozen odrůdy Bianca

Bianca je raná až středně pozdní, interspecifická moštová a stolní odrůda révy (též hybridní odrůda, mezidruhové křížení, PiWi odrůda), která byla vyšlechtěna v Maďarsku roku 1963 křížením odrůd Eger 2 a Bouvierův hrozen.
Jedna z prvních maďarských interspecifických odrůd, Bianca, je celosvětově známá a poměrně rozšířená. Nejvíce se pěstuje v zemích bývalého SSSR. Jejím největším nedostatkem je náchylnost na sprchávání, jinak má výborné pěstitelské vlastnosti, tedy vysokou odolnost vůči všem hlavním chorobám a vůči mrazům, malé nároky na zelené práce, dobré hromadění cukru (až 28°NM) a v našich podmínkách spolehlivé dozrávání. Proto se často používá jako partner při křížení nových odrůd, například odrůdy Hibia.
Genetický profil odrůdy Bianca: 78,09 % Vitis vinifera, 1,56 % V .labrusca, 14,58 % V. rupestris, 3,13 % V. berlandieri, 2,64 % V. lincencumii.
Eger 2 je semenáček odrůdy Villard blanc, též S.V. 12 375, který vznikl spontánním opylením pylem neznámé odrůdy. Villard blanc je interspecifická moštová odrůda, jeden z nejpěstovanějších kříženců francouzského šlechtitele jménem Bertille Seyve a jeho zetě Victora Villarda. Vyšlechtěn byl v Saint-Vallier u Drôme počátkem 20. století. Ještě roku 1968 zaujímala plocha vinic s touto odrůdou ve Francii 21.396 ha. Předpisy EU poté zakázaly pěstování hybridních odrůd za účelem výroby jakostních vín a vinice byly z velké části vymýceny. Současných cca 350 ha vinic (roku 2007) produkuje především vína k výrobě vinných destilátů. Odrůda je též často pěstována na pergolách a v zahradách, její hrozny jsou při plném vyzrání velmi chutné. Zajímavostí je, že dekretem z 18. dubna 2008 bylo znovu připuštěno pěstovat mj. i tuto odrůdu k výrobě jakostních vín, protože obsahuje poměrně vysoký podíl genů ušlechtilé révy Vitis vinifera. Menší plochy vinic této odrůdy najdeme mj. v USA (New Jersey, Pennsylvania, Severní Karolína), v Brazílii, Japonsku, Mexiku, Maďarsku a ve státech bývalého SSSR. Odrůda je pro své vlastnosti významná jako partner pro křížení nových odrůd, je jedním z rodičů například odrůd Sevar, Sirius, Phoenix, Orion či Staufer.

## Popis
Réva odrůdy Bianca je jednodomá dřevitá pnoucí liána, dorůstající v kultuře až několika metrů. Kmen tloušťky až několik centimetrů je pokryt světlou borkou, která se loupe v pruzích. Úponky umožňují této rostlině pnout se po tvrdých předmětech. Růst je středně bujný. Jednoleté réví je hnědé. Vrcholek letorostu je žlutozelený, takřka bez ochmýření.
Dospělé listy jsou tmavozelené, kožovité, lesklé, hladké, často zvlněné, na okraji výrazně, ostře zoubkované, tří- až pětilaločnaté s mělkými výkroji až takřka nečleněné, středně velké, na rubu jen lehce ochmýřené. Řapík je středně dlouhý až dlouhý, narůžovělý, řapíkový výkroj je většinou otevřený, lyrovitý s oblým dnem či ve tvaru „U“, méně často uzavřený s průsvitem, potom někdy i se zaostřeným dnem.
Oboupohlavní květy v hroznovitých květenstvích jsou žlutozelené, samosprašné. Plodem jsou středně velké, kulaté bobule s průměrem okolo 15 mm a hmotností 1–2 g, které jsou zelenožluté až zlatožluté, na osluněném líčku někdy hnědorůžové až bronzové barvy, tečkované. Slupka je pevná, dužnina je rozplývavá, řídká, neutrální, velmi příjemné chuti. Hrozen je malý až středně velký (100–250 g), kuželovitý s křidélky, řidší až průměrně kompaktní.

## Původ a rozšíření
Bianca je univerzální, interspecifická odrůda révy, kříženec odrůd Eger 2 a Bouvierův hrozen. Odrůdu vyšlechtili v Egeru, v Maďarsku, roku 1963 Jozsef Csizmazia a Lászlo Bereznai, do knihy odrůd zde byla zapsána roku 1982.
Patří k nejrozšířenějším hybridním odrůdám, obzvláště je oblíbená v Rusku, kde byla registrována roku 1993. Zatímco v Maďarsku byla roku 2003 vysazena na 56 hektarech, v Rusku je plocha osazených vinic odhadována na 3.500 ha (Krasnodarský kraj, Donská oblast), na menších plochách je pěstována též například v USA, Nizozemsku, Švýcarsku, Rakousku a na Ukrajině.
Odrůda není zapsána do Státní odrůdové knihy České republiky a není ani odrůdou, povolenou k výrobě zemských vín, nicméně v poslední době se rozšířila i na našich vinohradech, byť je zde velmi vzácným hostem.

## Název
Název odrůdy znamená v překladu z italštiny „bílá“. V Itálii je Bianca též ženské jméno, obdoba naší Blanky, do třetice je Bianca též jeden z měsíců planety Uran. Lokálně používaná synonyma této odrůdy jsou : Бианка (Rusko), Bianka, May Rot, šlechtitelský název odrůdy byl Egri Csillagok 40, či Ecs 40.

## Možné záměny
Pod názvem „Bianca“ najdeme v katalogu odrůd VIVC ještě následující odrůdy : Bianca la Tinta italská odrůda původu Vitis vinifera, Bianca Pastena (Pastena 661), stolní odrůda, italský kříženec odrůd Italia a Královna vinic (Moscato Regina) šlechtitele jménem Bruno Pastena a dále tři italské moštové odrůdy neznámého původu, bez bližších údajů, s názvy Bianca Cinese, Bianca Tezze a Bianca Vecchia. Mimo to se ve světě pěstuje řada odrůd s názvy, začínajícími slovy „Biancu“, „Bianka“, „Bianco“ atd., všechny uvedené odrůdy nejsou s odrůdou „Bianca“ příbuzné.

## Pěstování
Růst je středně bujný, v nepříznivých letech réví hůře vyzrává, ale dobře regeneruje a obrůstá z podoček a spících pupenů. Vzhledem k pozdnímu rašení odrůdu nepoškozují jarní mrazy, navíc má velkou odolnost k zimním mrazům (−25 až −27 °C), což jí dává předpoklady k pěstování v okrajových vinařských oblastech. V letech s nepříznívým počasím v době květu je náchylná ke sprchávání. Plodnost je střední, 8–12 t/ha při cukernatosti 18–22 °NM a aciditě 7–10 g/l. Plodnost dřeva 70–80 %, počet hroznů na výhon 1,6–2,0, zatížení 50–60 oček na keř, snáší dobře i řez na čípky. Odrůda není příliš náročná na polohu a půdy, ale potřebuje dostatek vláhy, nejvhodnější podnože jsou T 5C a SO-4, optimální je střední vedení.

### Fenologie
Odrůda má krátké vegetační období, pozdně raší a její další vývoj je rychlý. Potřebná suma aktivních teplot (SAT) je 2600–2700 °C. Raší pozdně, kvete raně, mezi prvními odrůdami, zrání je rané až středně pozdní, v ČR dozrává začátkem až v polovině září.

### Choroby a škůdci
Odrůda má vysokou odolnost proti všem hlavním houbovým chorobám, citlivější je pouze vůči červené spále (Pseudopeziza tracheiphila), proto ji lze pěstovat zcela bez chemické ochrany.

## Víno
Kvalitu vína ovlivňuje termín sklizně a způsob zpracování hroznů. Bianca vyžaduje rychlé zpracování, kvašení při nižších teplotách a přísně reduktivní technologický postup, protože obsah kyselin v moštu rychle klesá. Obsah alkoholu ve vínech dosahuje mezi 11 a 12,5%.
Bianca jako neutrální odrůda révy vytváří víno neutrální, jemné, s mírně ovocným buketem podobným chrupkám (Chasselas), v dobré zralosti plné a harmonické v těle, vyzrálá mají nádherné tóny exotického ovoce, v souhrnu typu Rulandské bílé, často s minerální dochutí. Kyseliny jsou vyšší, ale rychle se odbourávají. Přestože bobule odrůdy Bianca nejsou obzvlášť velké, je tato odrůda díky své chuti oblíbená i jako stolní hrozen. Nevýhodou může být malá velikost hroznů, což vyžaduje větší pracnost při sklizni.